# Willi Baumeister
Willi Baumeister (født 22. januar 1889 i Stuttgart, død 31. august 1955 s.st.) var en tysk maler, professor, scenograf og typograf/layoutdesigner.

## Baggrund
Willi Baumeister blev uddannet til dekorationsmaler mellem 1905 og 1907. Under læretiden studerede han kunst ved byens kunstakademi (Königlich Württembergische Akademie) (1905–1906) under lærere som Robert Poetzelberger og Josef Kerschensteiner. Han aftjente militærtjeneste i 1907-08 og genoptog kunststudierne efter afslutningen heraf. Poetzelberger havde opgivet Baumeister på grund af "mangel på talent", hvorfor Baumeister fortsatte studierne hos Adolf Hölzel indtil 1912

## Virke
I 1914 havde Baumeister sin første soloudstilling på Der Neue Kunstsalon i Stuttgart. Han nåede rejser til Amsterdam, Paris og London inden han blev indkaldt til militærtjeneste under 1. verdenskrig. Han udstillede fortsat under krigen. Efter 1. verdenskrig blev Baumeister medlem af kunstnersammenslutningen Novembergruppe, der var grundlagt at Max Pechstein i 1918 umiddelbart efter Tysklands kapitulation. Gruppen forblev en af de væsentligste tyske kunstsammenslutninger indtil nedlæggelsen i 1933. 
I mellemkrigstiden udstillede Baumeister flere steder i Tyskland og i udlandet. Han havde professionelle relationer til kunstnere som Paul Klee, Fernand Léger, Le Corbusier, Amédée Ozenfant og Michel Seuphor. I 1924 udstillede han på udstillingen Erste Allgemeine Deutsche Kunstausstellung i Moskva og i 1926 i Paris på L’Art d’aujourd’hui.
I 1926 giftede han sig med malerinden Margarete Oehm (1898-1978) og udstillede samme år i New York, Paris og Berlin. Året efter fik han en stilling som lærer ved Städelsches Kunstinstitut Frankfurt am Main. 

## Efter nazisternes magtovertagelse
Baumeister blev den 31. marts 1933 afskediget efter nazistenes magtovertagelse. Han blev erklæret "degenereret" som kunstner, hvilket gav sig udslag i, at Baumeister i 1937 blev optaget på nazisternes liste over "Entartete Kunst" (degenereret kunst"). 
Listen over beslaglæggelser på Freie Universität Berlin omfatter 54 numre, heraf flere grafiske blade fra kunstmapper indhentet fra flere offentlige samlinger.
Han genoptog virket som kunstner umiddelbart efter 2. Verdenskrig, og flyttede tilbage til  Stuttgart i 1945, hvor han virkede som lærer ved akademiet til sin død.
Som maler regnes han som betydningsfuld. Han tog udgangspunkt i konstruktivismen og indlagde sand og gips for at bygge billedfladen op. Senere blev formene mere løse. De sidste malerier er præget af klare sorte figurer i midten, med farverige figurer i maleriernes periferi. 
Baumeister udgav bogen Über das Unbekannte in der Kunst i 1947.
Han døde i Stuttgart i 1955.